# Pszichothriller
A pszichothriller egy olyan műfaj, mellyel azokat a filmeket és könyveket jellemzik, melyek thrilleres elrendezésben pszichológiai narratívát használnak. 
Tartalmi és konvencionális szempontból ez a thriller narratív struktúra egyik alfaja, és abban az értelemben hasonlít a gót horrorra és a detektívtörténetekre, hogy van benne egy „áttűnő realitásérzék”. A történetet gyakran a pszichológiailag terhelt, stresszes szereplő szemszögéből mondják el, ezzel bemutatják az eltorzult mentális előítéleteit, és arra a komplex és kínzó kapcsolatra fókuszálnak, mely a megszállott és a patológiai karakterek között meghúzódik. A pszichothrillerek gyakran olyan műfajok jellegzetességeit ötvözik, mint a misztikum, a dráma, az akciófilmek és a paranoia. Nem szabad összekeverni a sok rokonságot mutató pszichohorrorral, melyben több a rettegéshez kapcsolódó rész és jelenet.

## Definíció
Peter Hutchings szerint többfajta filmet is pszichothrillernek tituláltak, de ez általában arra vonatkozik, amelynek „narratívája úgy van elrendezve, hogy elnyomja a cselekményt, és az elsődleges szereplő pszichológiájának elemzése helyett a borzongásé a főszerep.” A pszichothriller meghatározó, kiemelkedő jellemzője, hogy a szereplők mentális állapotára utal. Fontosak az előképzeteik, a gondolataik, a torzulásaik és az általános küszködés, ami a realitás felfogásával kapcsolatban nyomasztja.
John Madden rendező szerint a pszichothriller történetre, karakterfejlődésre, választásra, morális konfliktusra épít, a félelem és az aggodalom előre meg nem határozható módon irányítja a pszichológiai feszültséget. Madden szerint Hollywoodban azért csökkent ezen filmek népszerűsége, mert nem volt sok nézője, illetve túl nagy hangsúly volt a szereplőkön. A pszichothrillerek várakozással teliek, mert szinte robbanásig feszült a helyzet a szereplő kiszámíthatatlan indítékai, bizalmatlansága miatt, valamint azért, hogy ő hogyan látja a világot. A film azért is diszkomfort érzetet kelthet, mert a néző már tud olyan tényeket, melyeket legszívesebben megosztana a szereplővel.
James N. Frey szerint azonban a pszichothriller inkább egy stílus, és nem egy alműfaj. Frey szerint a jó thriller a gonosz pszichológiájára összpontosít, és a félreérthetőségre alapozva bizonytalanságot kelt. A készítők, a forgalmazók vagy a kiadók, akik távol akarják tartani magukat a horrorral kapcsolatos konnotációktól, műveiket gyakran pszichothrillernek kategorizálják. Hasonló helyzet állhat elő, ha a kritikusok pszichothrillernek címkéznek egy művet, hogy azt a látszatot keltsék, nagyobb irodalmi értéke van a műnek.